# Emanuel Rothoff
Emanuel Rothoff, född 12 juli 1788 vid Eskilstuna, död 25 maj 1832 i Eskilstuna, var en svensk mineralog och metallurg.

## Biografi
Emanuel Rothoff var son till Birger Fredrik Rothoff och Magdalena af Geijerstam. Sedan Rothoff tagit hovrättsexamen i Uppsala 1806 och bergsexamen 1808, tjänstgjorde han i tre år i Bergskollegium. 
Ett mineral som han upptäckte blev av Jacob Berzelius kallat rothoffit. Efter långvariga experiment lyckades han framställa ett med alunskiffer tillsatt cement att användas för slussbyggnaderna i Göta kanal. Han utnämndes 1813 geschworner och ägnade sig därefter i flera år åt driften av Uddeholms bruk. 
Han tog initiativet till införande i Sverige av järnvalsning och förskaffade därigenom bland annat ångbåtsbyggeriet ett material som, på grund av det svenska järnets smidighet, för nämnda industri var av högt värde. Tillsammans med Pehr Lagerhjelm utarbetade han på uppdrag av regeringen 1823–31 års förslag till ändringar i bergsförfattningarna. Sedan han på 1820-talet bosatt sig i Eskilstuna, ägnade han sig åt kommunala värv. Rothoff var ledamot av Lantbruksakademien och sedan 1815 av Vetenskapsakademien.
Emanuel Rothoff blev  vid faderns död 1831 adelsman i adelsätten Rothoff. Han var gift med Hedvig Beata Wallqvist, dotter till teologie doktor Seth Wallqvist, men fick inga barn.